# بدیل
بدیل، روستایی از توابع بخش عقیلی شهرستان گتوند در استان خوزستان ایران است.

## جمعیت
این روستا در دهستان عقیلی شمالی قرار دارد و براساس سرشماری مرکز آمار ایران در سال ۱۳۸۵، جمعیت آن ۹۷۲ نفر (۱۹۶خانوار) بوده‌است.